# Monumentul medicilor militari
Monumentul medicilor militari, din București este opera sculptorului Teodor Burcă 1889 - 1950.
Lucrarea este înscrisă în Lista monumentelor istorice 2010 - Municipiul București - la nr. crt. 2308, cod LMI B-III-m-B-19992.
Monumentul este amplasat în curtea „Institutului Medico-Militar” din strada Institutul Medico-Militar 3-5, sector 1 (lângă Gara de Nord.